# Lesley Ashburner
Lesley T. Ashburner (* 2. Oktober 1883 in Philadelphia, Pennsylvania; † 12. November 1950 in Bethesda, Maryland) war ein US-amerikanischer Hürdenläufer.

## Leben
Als Student an der Cornell University profilierte er sich als Spezialist im Hürdenlauf. 1904 stellte er einen Rekord für seine Universität über 100 Yards Hürden in der Halle auf. Als Folge wurde er für die Olympischen Spiele in St. Louis nominiert. Seinerzeit gab es in den USA noch keine Ausscheidungswettkämpfe, die Athleten wurden überwiegend von den namhaftesten Sportvereinen und Universitäten vorgeschlagen.
Parallel zu den olympischen Wettbewerben, die 1904 im Rahmen der in St. Louis veranstalteten Weltausstellung Louisiana Purchase Exposition ausgetragen wurden, fanden auch diverse nichtolympische Wettkämpfe statt. Viele Leichtathleten starteten bei so genannten Handicapläufen, so auch Lesley Ashburner. Bei einem entsprechenden Lauf über 120 Yards Hürden siegte er vor Fred Schule, der einige Tage später Olympiasieger werden sollte. Für den olympischen 110-Meter-Hürdenlauf qualifizierte sich Ashburner als Zweiter seines Vorlaufs, wo er sich bereits Schule geschlagen geben musste. Im Endlauf belegte er schließlich den dritten Platz.
Ashburner beteiligte sich 1905 und 1906 für seine Universität an zahlreichen Wettkämpfen. Auf seiner Spezialstrecke über 120 Yards Hürden gewann er 1905 die Stadtmeisterschaft von New York City, die offenen kanadischen Meisterschaften und stellte in einem Wettkampf der Universitäten erneut einen Rekord für seine Universität auf.
1906 graduierte Ashburner zum Ingenieur im Bauwesen und beendete seine sportliche Laufbahn. Nachdem er sich zunächst einem Ingenieurbüro in Philadelphia anschloss, arbeitete er zur Zeit des Ersten Weltkrieges bei der Washington Navy Yard. Anschließend verbrachte er 14 Jahre als Bauingenieur in Los Angeles. 1939 kehrte er nach Washington, D.C. zurück und arbeitete als beratender Ingenieur für die Streitkräfte der Vereinigten Staaten. Als solcher war er bei der Planung des Pentagons und anderer Regierungsgebäude beteiligt.
1991 wurde Lesley Ashburner postum in die Ruhmeshalle seiner Universität, der Cornell Big Red Hall of Fame, aufgenommen.
Die Platzierungen bei Olympischen Spielen für Lesley Ashburner:
- III. Olympische Spiele 1904, St. Louis
  - 110 m Hürden – Bronze in 16,4 s (Gold an Fred Schule aus den USA mit 16,0 s; Silber an Thaddeus Shideler aus den USA mit 16,3 s)